# Aldo Bumçi
Aldo Tonin Bumçi (ur. 11 czerwca 1974 w Tiranie) – albański polityk, minister sprawiedliwości Albanii w latach 2005–2007, w 2013 minister spraw zagranicznych Albanii.

## Życiorys
W 1999 ukończył studia z zakresu stosunków międzynarodowych na uniwersytecie w Famaguście (Cypr Północny). Naukę kontynuował na uniwersytecie Bilkent w Ankarze. W latach 2001–2004 prowadził zajęcia ze studentami Uniwersytetu Tirańskiego. W 2005 objął stanowisko ministra sprawiedliwości (z rekomendacji Demokratycznej Partii Albanii), które sprawował do 2007.
W wyborach parlamentarnych 2009 zdobył mandat w okręgu Lezhy. W 2011 stanął na czele resortu kultury, turystyki, młodzieży i sportu. W 2013 pełnił przez kilka miesięcy funkcję ministra spraw zagranicznych.
W wyborach parlamentarnych 2013 po raz kolejny zdobył mandat deputowanego. W parlamencie albańskim zasiada w komisji d.s. integracji europejskiej, a także w komisji praw człowieka.